# Ciîmbarivka, Dunaiivți
Ciîmbarivka (în ucraineană Чимбарівка) este un sat în comuna Velîkîi Jvanciîk din raionul Dunaiivți, regiunea Hmelnîțkîi, Ucraina.

## Demografie
Componența lingvistică a localității Ciîmbarivka
     Ucraineană (98,57%)
     Rusă (1,43%)
Conform recensământului din 2001, majoritatea populației localității Ciîmbarivka era vorbitoare de ucraineană (98,57%), existând în minoritate și vorbitori de rusă (1,43%).